# آرامگاه سید صالح
بقعه سید صالح مربوط به دوره قاجار است و در شوشتر، خیابان رجایی غربی، ربروی اداره اوقاف واقع شده و این اثر در تاریخ ۹ اردیبهشت ۱۳۸۲ با شمارهٔ ثبت ۸۳۶۸ به‌عنوان یکی از آثار ملی ایران به ثبت رسیده است.